# Heinz Mauser

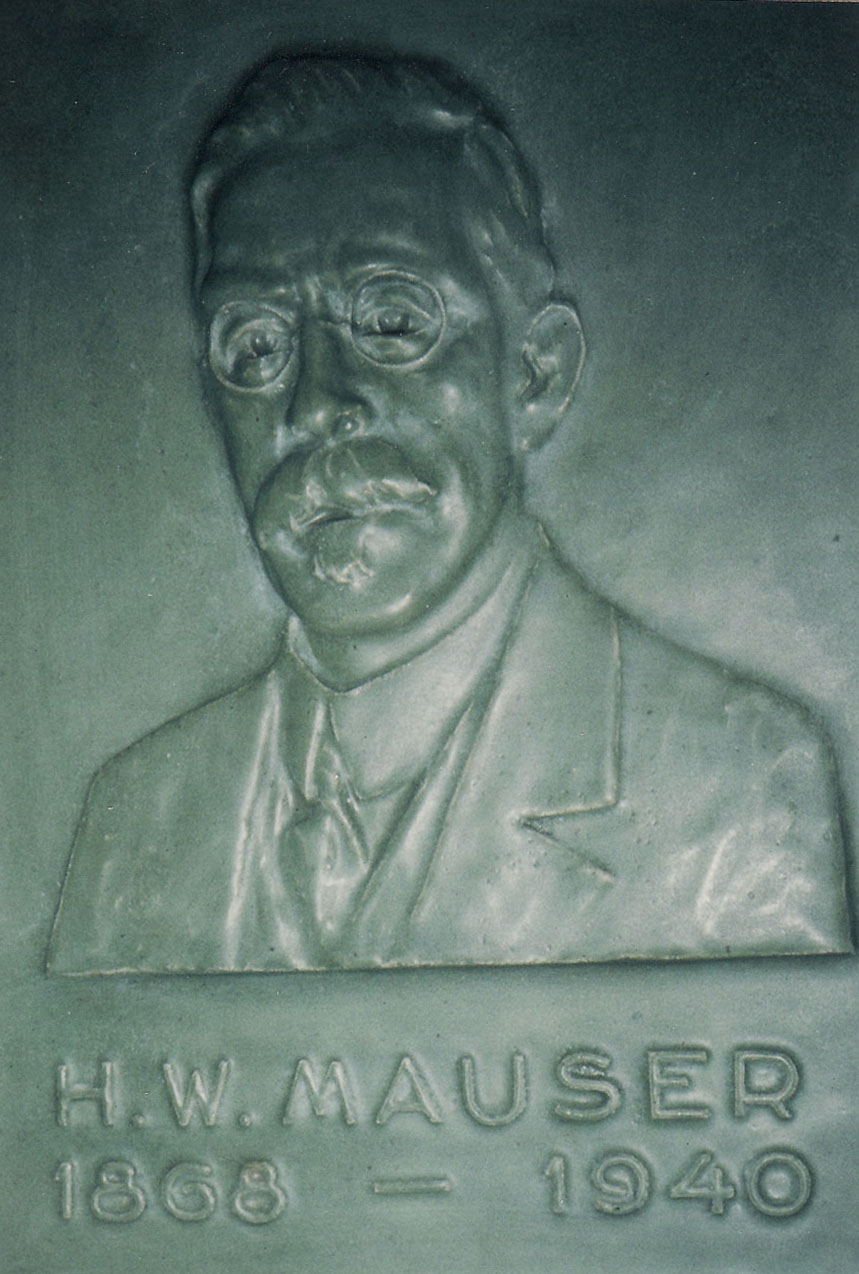
Porceleyne Fles, Delft

Heinrich Wilhelm (Heinz) Mauser (Amsterdam, 1868 - Delft, 1940) was medewerker en directeur van De Porceleyne Fles in Delft.
Mauser studeerde in Amsterdam aan de Handelsschool. Daarna werkte hij op kantoor bij de firma Hoffmann Schöffer, die vooral handelde met Oost-Europa. Vanaf 1891 werkte hij op kantoor van De Porceleyne Fles. Hij had grote belangstelling voor het bedrijf en het vak van scheikundig onderzoeker, wat hij zichzelf in korte tijd steeds meer eigen maakte. Hij experimenteerde met het maken van verschillende glazuren voor zowel sieraardewerk als bouwaardewerk.
Hij werkte onder andere mee aan de ontwikkeling van de sectiel-techniek, waarbij de voegverdeling van een tegeltableau wordt aangepast aan de afbeelding. Net zoals dat bijvoorbeeld gebeurt bij glas-in-loodramen. Deze tegels waren ook goed geschikt voor het gebruik in de buitenlucht. Hij stond dan ook aan de wieg van de architectuurafdeling van de Porceleyne Fles.
Mauser maakte kunstreizen naar Parijs, Londen, München en Italië. Eerst samen met Labouchere en later ook met Leon Senf. Senf maakte veel van de ontwerpen van producten die bij de Porceleyne Fles vervaardigd werden. 